# Autoregresja
Autoregresja – metoda predykcji statystycznej przyszłych wartości szeregu czasowego. Jest to zwykła regresja statystyczna w której zmienna objaśniana jest przyszłą wartością z szeregu, a zmienne objaśniające to wartości szeregu czasowego z przeszłości.
Często używa się najprymitywniejszej autoregresji liniowej, w której stosowany jest model regresji liniowej:
{\displaystyle X_{n+1}=a_{0}X_{n}+a_{1}X_{n-1}+\ldots +a_{k}X_{n-k}+c+\varepsilon ,}
gdzie:
{\displaystyle X_{i}} – wartości szeregu czasowego,
{\displaystyle a_{0},\dots ,a_{k},c} – współczynniki modelu. Niezerowa wartość wyrazu wolnego {\displaystyle c} świadczy o obecności trendu,
{\displaystyle \varepsilon } – błąd modelu.